# Alice Dunbar-Nelson
Alice Ruth Moore Dunbar Nelson (Nueva Orleáns, 19 de julio de 1875 - Filadelfia, 18 de septiembre de 1935) fue una poeta, periodista, editora y activista política estadounidense. Formó parte de la primera generación de negros nacidos libres en el sur tras la Guerra Civil. Fue una afroamericana destacada en el florecimiento del llamado Renacimiento de Harlem. Su primer marido fue el poeta Paul Laurence Dunbar; después de él se casó con el médico Henry A. Callis; y al final estuvo casada con Robert J. Nelson, poeta y activista por los derechos civiles.

## Biografía
Nació en Nueva Orleáns, hija de padres de clase media, Patricia Wright, una costurera y previamente esclava, y Joseph Moore, un marino, quienes eran personas de color y parte de la comunidad criolla multirracial tradicional de la ciudad. En una época en la que menos del 5% de la población acudía al instituto, Moore se graduó en la Universidad Straight (hoy Universidad Dillard) en 1892 y comenzó a trabajar como profesora en el sistema de escuelas públicas de Nueva Orleáns.
En 1895 fue publicada su primera colección de cuentos y poemas, Violetas y otros cuentos (Violets and Other Tales), por The Monthly Review. Por entonces, Moore se trasladó a Brooklyn (Nueva York). Tras relacionarse por carta con el poeta afroamericano Paul Dunbar, acabó trasladándose a Washington D. C. para unirse a él cuando se casaron en 1898. Se separaron en 1902 pero no se divorciaron. Al parecer, a él le perturbaron las relaciones lésbicas de ella. Paul Dunbar murió en 1906. 
Alice Dunbar se trasladó a Wilmington (estado de Delaware) y enseñó en la Howard High School durante más de una década. En 1910 se casó con Henry A. Callis, un médico y profesor en la Universidad de Howard, pero este matrimonio acabó en divorcio. 
En 1916 se casó con el poeta y activista Robert J. Nelson, junto con el que llevó campaña activa en temas políticos en Wilmington y su región. Permanecieron juntos durante el resto de sus vidas. Desde 1920, fue coeditora del Wilmington Advocate, un periódico negro progresista. También publicó The Dunbar Speaker and Entertainer, una antología literaria para el público negro.
Alice Dunbar Nelson fue activista en pro de los derechos de las mujeres y de los afroamericanos, especialmente en los años veinte y treinta. Seguía escribiendo cuentos y poemas, pero también escribía numerosos artículos y ejercía el periodismo, siendo una columnista de éxito, con artículos, ensayos y críticas que aparecieron en periódicos, revistas y publicaciones académicas. También dio conferencias.

## Obra

### Libros
- Violetas y otros cuentos (Violets and Other Tales), Boston: Monthly Review , 1895. Cuentos y poemas, incluyendo "Titée", "A Carnival Jangle" y "Little Miss Sophie". Digital Schomburg. Archivado el 6 de octubre de 2006 en Wayback Machine.
- La bondad de San Roque y otros relatos (The Goodness of St. Rocque and Other Stories), 1899, incluyendo "Titée" (revisado), "Little Miss Sophie" y "A Carnival Jangle". Un relato de esta obra, «Odalie», se incluye en la pág. 249 de la antología Fin de siècle: relatos de mujeres en lengua inglesa, edición de María Luisa Venegas, Juan Ignacio Guijarro y María Isabel Porcel, Cátedra, Letras Universales, 2009, precedido por una breve biografía. ISBN 978-84-376-2516-4

### Artículos
- "Wordsworth's Use of Milton's Description of Pandemonium", 1909, en Modern Language Notes.
- Masterpieces of Negro Eloquence, 1914.
- "People of Color in Louisiana", 1917, Journal of Negro History
- Mine Eyes Have Seen, 1918, obra en un acto, en The Crisis
- Poemas fueron publicados en Crisis, Ebony and Topaz, el periódico de la National Association for the Advancement of Colored People (NAACP)
- Poemas fueron publicados en Opportunity, el periódico de la Urban League.
- Caroling Dusk - a collection of African-American poets, 1927, incluyendo "I Sit and I Sew"
- "Snow in October" y "Sonnet", 1927
- "The Colored United States", 1924, The Messenger, revista literaria y política de Nueva York
- "From a Woman's Point of View" ("Une Femme Dit"), 1926, columna para el Pittsburgh Courier.
- "As in a Looking Glass", 1926-1930, columna para el periódico Washington Eagle
- "So It Seems to Alice Dunbar-Nelson", 1930, columna para el Pittsburgh Courier
- Give Us Each Day: The Diary of Alice Dunbar-Nelson. ed. Gloria T. Hull, Nueva York: Norton, 1984.